# Ochicanthon uedai
Ochicanthon uedai är en skalbaggsart som beskrevs av Ochi, Kon, Hartini 2008. Ochicanthon uedai ingår i släktet Ochicanthon och familjen bladhorningar. Inga underarter finns listade i Catalogue of Life.